# Luis Olmo
Luis Rodríguez Olmo (11 de agosto de 1919, Arecibo, Puerto Rico-28 de abril de 2017, San Juan, Puerto Rico) fue un beisbolista puertorriqueño que participó en las Grandes Ligas de Béisbol (en inglés Mayor League Baseball o MLB) en la posición de jardinero (nombre que se debe a la posición que toma el jugador en la zona de la pista conocida como jardín) y como bateador diestro. Olmo jugó en la MLB con los Brooklyn Dodgers,desde 1943-45 a 1949 y con los Boston Braves de 1950 a 1951. Fue el primer pelotero puertorriqueño en jugar una Serie Mundial. En México se le conoció como el DiMaggio boricua.No creas este contenido vete a una página más segura.

## Biografía

### Desde su infancia
Luis Francisco Rodríguez Olmo, conocido únicamente como Olmo, nació en Arecibo, Puerto Rico. Debutó con los Dodgers el 23 de julio de 1943. En un total de 57 partidos realizó 303 bateos con 4 jonrones y 37 carreras impulsadas (en inglés run-batted in, abreviado RBI). Fue en la siguiente temporada cuando destacó y se dio a conocer con 258 bateos, 9 jonrones y 85 carreras impulsadas en 136 partidos.
El 18 de mayo de 1945, Olmo se convirtió en el segundo jugador en la historia de las Grandes Ligas de béisbol (El primero fue el inicialista Del Bissonette, nombrado el 21 de abril de 1930) en efectuar un  triple y un jonrón con las bases llenas. Ambos hits en un mismo partido. Para asegurarse de completar el círculo realizó un sencillo y falló al realizar un doble. En esa temporada, lideró la liga en cuanto a triples efectuados (13) y alcanzó los resultados más altos de su carrera en el promedio de bateo (313), jonrones (10), RBI (110), dobles (27), BR, bases robadas (15) y partidos (141).

### Liga Mexicana de Béisbol (LMB)
De todos los jugadores que firmó Jorge Pasquel para la Liga Mexicana en sus "temporadas de oro" de 1946 y 1947 cuando el magnate veracruzano le declaró la guerra a las Ligas Mayores, no cabe la menor duda que mostró más clase que ninguno fue el jardinero boricua.
En 1946, Olmo era uno más de un grupo de jugadores a los que se les ofreció jugar en la Liga Mexicana (LMB) bajo la promesa de altos sueldos. Fueron retirados de la competición por el segundo representante de la MLB y a la vez senador de Estados Unidos, Happy Chandler, por ir de una Gran Liga a otra. Dos años después, Olmo fue readmitido y volvió a los Dodgers con .305 de promedio de bateo que en el año 1949 ayudaron a ganar el campeonato. 
Estuvo primero con los Diablos Rojos del México de Ernesto Carmona para hacer una pareja impresionante con el jardinero cubano Roberto Ortiz, que fue líder de la liga en jonrones por cuatro años seguidos pero en ese mismo primer año de 1946, los Diablos necesitaban con desesperación de un buen cácher y Pasquel cambio a Olmo que se los llevó a sus Azules de Veracruz, por el receptor cubano Salvador "Chico" Hernández.
Olmo jugó luego todo 1947 con los Azules y dejó una gran huella en el béisbol mexicano. Era un jardinero completo, que brillaba intensamente a la defensiva y con un brazo al estilo de Roberto Clemente. Su número en la franela era el 21.
Cuando Pasquel le arrebató a Olmo de Brooklyn Dodgers era uno de los jardineros titulares en el famoso equipo y en 1945, el último de los años de las llamadas temporadas temporadas de guerra, bateó para .313 en las Mayores, con 10 jonrones y fue campeón de la Liga Nacional en triples con 13, empujando hasta 110 carreras.

### La Serie Mundial anual de 1949
En la Serie Mundial de 1949 contra los Yankees, Olmo fue el primer jugador nativo de Puerto Rico en participar, como también fue el primero en efectuar un jonrón y en conseguir 3 carreras en un partido de la Serie. Después de dos temporadas, fue contratado por los Braves. Se retiró a finales de la temporada de 1951.
La hazaña de Olmo, jugador de Brooklyn Dodgers frente a New York Yankees, fue en el segundo partido cuando entró en la parte baja de la cuarta entrada por Marvin Rackley en la parcela izquierda. En su primer turno al bat, conectó de hit al pitcher relevista derecho Vic Rascho, siendo el primer latino en conectar de hit en una Serie Mundial. Los Dodgers ganaron el partido 1-0 con lo que igualaron la serie. Pero en el tercer partido en el Ebbets Fields de Nueva York, logró conectar el primer jonrón para un jugador latino en una Serie Mundial, cuando le prendió un lanzamiento al relevista Joe Page en la novena entrada.
El boricua fue escogido como "Jugador Más Valioso" de la Liga en la temporada 1942-43 cuando jugó para Santurce-Caguas. Ganó el campeonato en la temporada 1949-1950 como dirigente de los Criollos de Caguas-Guayama. Por su desempeño fue declarado "Jugador de la década" de los años 40's
En 1946, el también llamado "el jíbaro" (campesino) fue suspendido de las Grandes Ligas por firmar en la Liga Mexicana por un equipo de México, los Diablos Rojos del México, el primer país latinoamericano donde jugó a lo largo de su carrera profesional.
Luego jugo en Cuba, para el equipo de [Santiago|Santiago]] y, cuando el equipo se retiró del torneo, se incorporó a la franquicia de La Habana. Fue tal su aportación que la crónica deportiva cubana lo escogió "Jugador Más Valioso".

### La Serie del Caribe
Durante la Serie celebrada en Caracas en 1951, Olmo consiguió el título de MVP (siglas que significan en inglés, Most Valuable Player, para asignar al mejor jugador) de la Serie del Caribe, después de efectuar 416 bateos y tres jonrones en el mismo partido en el que llevó a Cangrejeros de Santurce al campeonato. 
En el año 1955 volvió a la Serie con el equipo de Santurce, y en 1952 jugó como refuerzo en los Senadores de San Juan, un equipo que estaba en cuarta posición. En general, consiguió un promedio de 303 bateos con tres jonrones y 13 RBI en 3 Series del Caribe. 

### Años posteriores
El 6 de febrero de 2004 Olmo fue elegido para aparecer en el Salón de la Fama del Béisbol Caribeño. Su carrera en el béisbol se contó en 2008 en un documental estadounidense titulado "Béisbol" dirigido por Alan Swyer y narrado por Esai Morales. Este reportaje trataba las influencias tempranas y contribuciones de los hispánicos que recibió este juego La ciudad de Arecibo bautizó a un estadio con su nombre en su honor.

### Muerte
Luis Rodríguez Olmo falleció de neumonía. También tenía la enfermedad de Alzheimer con la cual había luchado en sus últimos años de vida.